# Черет
Черет (рум. Cerăt) — село у повіті Долж в Румунії. Входить до складу комуни Черет.
Село розташоване на відстані 197 км на захід від Бухареста, 31 км на південь від Крайови.

## Населення
За даними перепису населення 2002 року у селі проживали 3911 осіб.
Національний склад населення села:
| Національність | Кількість осіб | Відсоток |
| -------------- | -------------- | -------- |
| румуни         | 2739           | 70,0%    |
| цигани         | 1171           | 29,9%    |

Рідною мовою назвали:
| Мова      | Кількість осіб | Відсоток |
| --------- | -------------- | -------- |
| румунська | 2888           | 73,8%    |
| циганська | 1021           | 26,1%    |